# Le Cahier (84 chansons de Brassens en public)
Cet article possède un paronyme, voir Le Cahier (40 chansons de Brassens en public).
Albums de Maxime Le Forestier
Le Cahier (40 chansons de Brassens en public)
(1998) L'Écho des étoiles
(2000)
Le Cahier (84 chansons de Brassens en public) est un album-hommage solo de Maxime Le Forestier à Georges Brassens, enregistré en public et sorti en 1998,.

## Titres des chansons
| 1.  | L'Orage                          |  |
| 2.  | Dans l'eau de la claire fontaine |  |
| 3.  | Les Trompettes de la renommée    |  |
| 4.  | Les Passantes                    |  |
| 5.  | Marquise                         |  |
| 6.  | Une jolie fleur                  |  |
| 7.  | La Religieuse                    |  |
| 8.  | La Non-demande en mariage        |  |
| 9.  | Le Fossoyeur                     |  |
| 10. | Le Petit Joueur de flûteau       |  |
| 11. | La Fessée                        |  |
| 12. | Histoire de faussaire            |  |
| 13. | Le Blason                        |  |
| 14. | Les Châteaux de sable            |  |
| 15. | Le Bistrot                       |  |
| 16. | Les Amoureux des bancs publics   |  |
| 17. | Il n'y a pas d'amour heureux     |  |
| 18. | Saturne                          |  |
| 19. | Embrasse-les tous                |  |
| 20. | Honte à qui peut chanter         |  |
| 21. | Jeanne Martin                    |  |

| 1.  | Entre la rue Didot et la rue de Vanves |  |
| 2.  | L'Orphelin                             |  |
| 3.  | Le Testament                           |  |
| 4.  | Chanson pour l'Auvergnat               |  |
| 5.  | La File indienne                       |  |
| 6.  | L'Antéchrist                           |  |
| 7.  | La Maîtresse d'école                   |  |
| 8.  | La Légende de la nonne                 |  |
| 9.  | La Princesse et le Croque-notes        |  |
| 10. | Le Gorille                             |  |
| 11. | La Messe au pendu                      |  |
| 12. | Putain de toi                          |  |
| 13. | Le Mauvais Sujet repenti               |  |
| 14. | Mourir pour des idées                  |  |
| 15. | Les Croquants                          |  |
| 16. | Les Amours d'antan                     |  |
| 17. | Le Père Noël et la Petite Fille        |  |
| 18. | Tant qu'il y a des Pyrénées            |  |
| 19. | Marinette                              |  |
| 20. | Oncle Archibald                        |  |
| 21. | Chansonnette à celle qui reste pucelle |  |

| 1.  | Les Ricochets                                    |  |
| 2.  | Retouches à un roman d'amour de quatre sous      |  |
| 3.  | Rien à jeter                                     |  |
| 4.  | Sale petit bonhomme                              |  |
| 5.  | La Marche nuptiale                               |  |
| 6.  | Le Grand Pan                                     |  |
| 7.  | Bonhomme                                         |  |
| 8.  | La Légion d'honneur                              |  |
| 9.  | Le Pluriel                                       |  |
| 10. | Stances à un cambrioleur                         |  |
| 11. | Supplique pour être enterré sur la plage de Sète |  |
| 12. | La Cane de Jeanne                                |  |
| 13. | La Route aux quatre chansons                     |  |
| 14. | Le Vieux Léon                                    |  |
| 15. | L'Ancêtre                                        |  |
| 16. | La Mauvaise Herbe                                |  |
| 17. | Si seulement elle était jolie                    |  |
| 18. | Mélanie                                          |  |
| 19. | Celui qui a mal tourné                           |  |
| 20. | Les Copains d'abord                              |  |
| 21. | Le Parapluie                                     |  |

| 1.  | Jeanne                             |  |
| 2.  | Je m'suis fait tout petit          |  |
| 3.  | Pénélope                           |  |
| 4.  | Hécatombe                          |  |
| 5.  | Le Vingt-deux septembre            |  |
| 6.  | Don Juan                           |  |
| 7.  | Le Vent                            |  |
| 8.  | Les Oiseaux de passage             |  |
| 9.  | Le Pornographe                     |  |
| 10. | La Mauvaise réputation             |  |
| 11. | Colombine                          |  |
| 12. | Le Fantôme                         |  |
| 13. | Les Quatre Bacheliers              |  |
| 14. | Brave Margot                       |  |
| 15. | Le Chapeau de Mireille             |  |
| 16. | L'Enterrement de Paul Fort (poème) |  |
| 17. | Le Petit Cheval                    |  |
| 18. | Misogynie à part                   |  |
| 19. | Cupidon s'en fout                  |  |
| 20. | Les Sabots d'Hélène                |  |
| 21. | Boulevard du temps qui passe       |  |
| 22. | Quatre-vingt-quinze pour cent      |  |